# Хюсеин Ръза паша Рамазаноглу
Хюсеин Ръза паша Рамазаноглу (на османски турски: رمضان اوغلۍ حسين رضا پاشا; на турски: Hüseyin Rıza Paşa, Ramazanoğlu) е османски офицер и чиновник. Автор е и на много книги върху арабската и османската култура.

## Биография
Роден е в 1838 година в Адана в знатно семейство. Завършва юридическо училище. Работи в министерството на външните работи. От март 1887 до март 1888 година е комисар за България. През март 1888 година става валия на Айдън. От юни до август 1889 година е валия в Янина. През август 1889 година става валия на вилаета Хюдавендигар (Бурса). От януари до май 1890 година е министър на вакъфите, а от май 1890 до ноември 1895 година е министър на правосъдието. Между януари 1896 и април 1897 е валия в Адана, а между януари 1896 и януари 1899 година – в Солун. Умира в Истанбул през 1904 г. като член на комисията за бежанците.